# Cuartel General del Ejército del Perú
El Cuartel General del Ejército del Perú, conocido popularmente como el Pentagonito, es la sede del Estado Mayor del Ejército del Perú ubicado en el distrito de San Borja, en la ciudad de Lima, capital del Perú.

## Historia

### Construcción

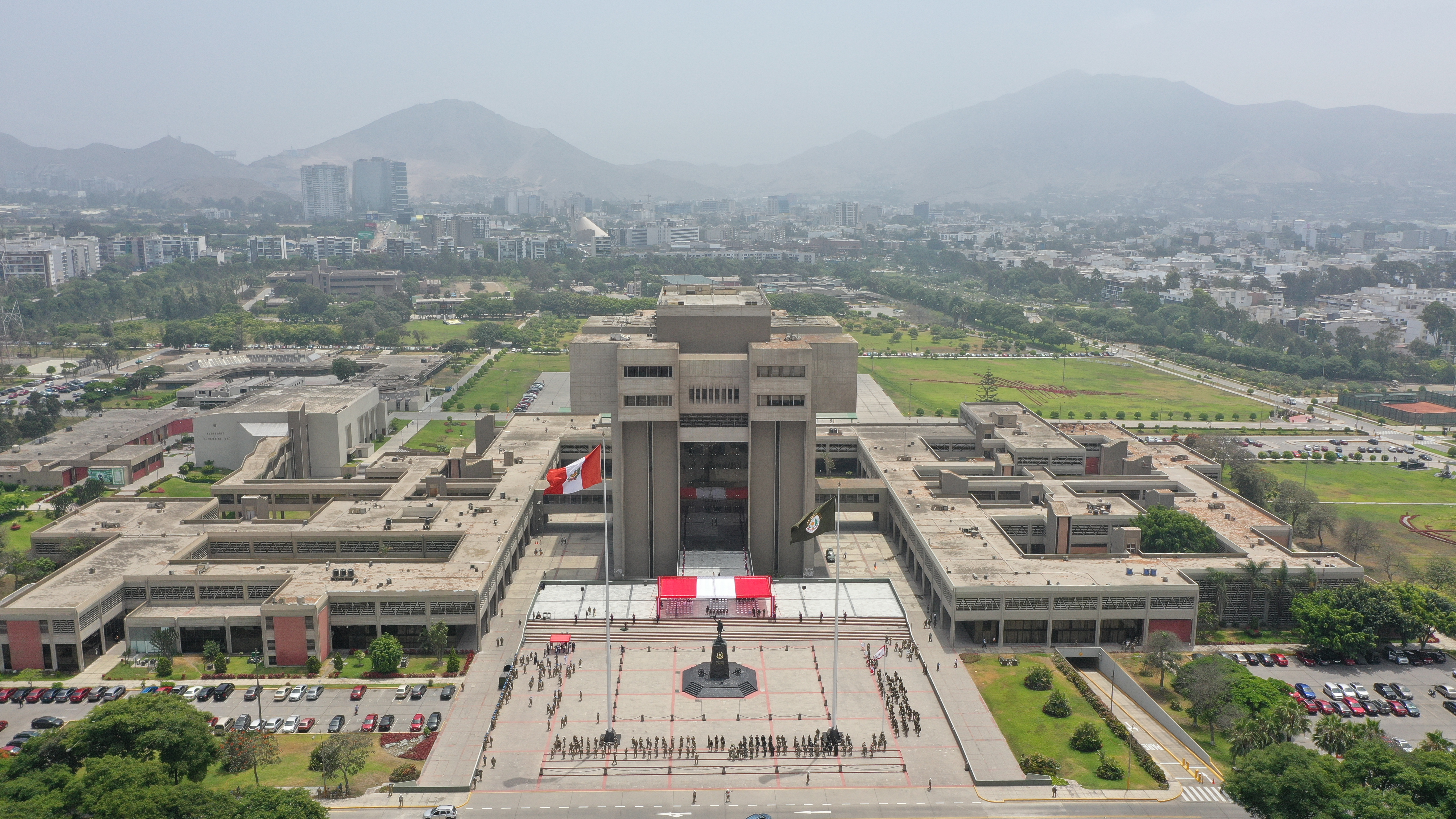
Vista aérea en 2020 del Cuartel General del Ejército del Perú o del localmente también denominado "Pentagonito"'.

En enero de 1971, el entonces comandante general del Ejército y ministro de Guerra, general de división Ernesto Montagne Sánchez, tomó la decisión de que el nuevo local para el Cuartel General del Ejército debía responder a las condiciones de funcionalidad y seguridad en una amplia zona que permitiera centralizar todos los organismos del Sector Guerra, del Alto mando del Ejército y de sus Órganos de Apoyo, de Asesoramiento y de Servicios que se encontraban dispersos.  
En abril de 1971, se seleccionó el terreno, situado en la urbanización Chacarilla del Estanque, en ese entonces, perteneciente al distrito de Santiago de Surco (hoy distrito de San Borja) con un área de 949,696  m². Donde se inició el proceso de expropiación, cuya tasación estuvo a cargo de peritos del Ministerio de Vivienda y Construcción, simultáneamente se realizó el levantamiento topográfico a cargo del Instituto Geográfico Militar. A mediados de 1971, se invitó a un grupo de arquitectos para la discusión y crítica del anteproyecto con la finalidad de elegir entre varias alternativas.  
En octubre de 1971, se contrataron los servicios del equipo técnico conformado por la firma Tanaka-Chueca-Mesía Arquitectos, quienes desarrollaron el proyecto en los aspectos arquitectónicos y urbanísticos, en coordinación con la firma Lainez Lozada Navarro y asociados, encargadas de los cálculos y diseños estructurales, así como de las instalaciones, eléctricas, electromecánicas, mecánicas, sanitarias, cálculo vial del intercambio con la vía Circunvalación etc. Bajo la coordinación general de la firma COIMPROSA y del control de la comisión que actuaba de nexo entre el comando y los realizadores del proyecto. El plazo para la elaboración del proyecto fue de 9 meses, con prioridad a la habilitación urbana. 
En octubre de 1972, se iniciaron las obras de habilitación urbana del proyecto a cargo de la firma constructora Panamericana. Con este motivo, pasaron a integrar la comisión de control el Mayor Jorge Albarracín y el Capitán Hugo Aguirre, como ingenieros residentes de las obras. 
El proyecto fue dividido en seis sectores para su ejecución. En julio de 1973, salió a licitación el Sector I (edificio central) obteniendo la buena pro el Consorcio formado por las firmas Alvarado Cisneros S.A; J y J Camet Ingenieros S.A. Jaime Olaechea S.A. Contratistas Generales y Bruce S.A. Contratistas Generales.  Asimismo, en vista de la magnitud del proyecto, se contrató a la firma especializada Juan Gunther Seminario Arquitectos para la supervisión de las obras de construcción. Los trabajos se iniciaron el 5 de diciembre de 1973 y el sector I debería ser entregado el primero de diciembre de 1974. 
En diciembre de 1973, el Comando del Ejército decide que salgan a licitación los otros sectores. Después, en enero de 1974, se otorgan las buenas pro a las siguientes firmas constructoras: Sector II (servicios técnicos), a Plaza-Carpio Ingenieros Contratistas; Sector III (auditorio, biblioteca y salas diversas) a Cáceres y Piaggio Contratistas Generales; Sector  IV (Servicios de Inteligencia) y Sector V (Policía Militar y Servicios) a Cáceres Ingenieros Contratistas; y Sector VI  (Área Deportiva) a Arbulú-Pazos Ingenieros, de inmediato se iniciaron los trabajos. Simultáneamente, a la construcción de los seis sectores se comenzó la arborización de las áreas verdes de interiores y exteriores, de acuerdo a un plan que visaba transformar en un gran “pulmón” toda el área. 
El 22 de enero de 1975, se realizó la inauguración oficial del nuevo local del Complejo Ministerio de Guerra, con la presencia del presidente de la República, general de División Juan Velasco Alvarado, del comandante general del Ejército y ministro de Guerra General de División Edgardo Mercado Jarrín y de otras altas autoridades. Comenzó a funcionar a mediados de 1976, debido a que no se habían terminado algunas instalaciones, faltaban algunos acabados; así como, el equipamiento general, en especial en lo referente a comunicaciones y sistemas electrónicos.

## Estilo arquitectónico
El Cuartel General del Ejército presenta un estilo arquitectónico que claramente se identifica con el brutalismo que surgió del Movimiento Moderno y que tuvo su auge entre las décadas de 1950 y 1970. En sus principios estaba inspirado por el trabajo del arquitecto suizo Le Corbusier y en Eero Saarinen. El término tiene su origen en el término francés béton brut u 'hormigón crudo', un término usado por Le Corbusier para describir su elección de los materiales.